# Un temps pour l'ivresse des chevaux
Pour plus de détails, voir Fiche technique et Distribution.
Un temps pour l'ivresse des chevaux (en persan : زمانی برای مستی اسبها, Zamāni barāye masti-ye asbhā) est un film kurde réalisé par Bahman Ghobadi et sorti en 2000.

## Synopsis
Au Kurdistan iranien, la sœur aînée d'un groupe de gosses miséreux accepte d'épouser un Irakien, en échange du financement de l'opération qui sauverait la vie de son petit frère. Mais la famille du futur époux refuse, et leur offre un mulet en échange. Le frère aîné repart alors vers l'Iran avec le malade, mais le temps presse…

## Fiche technique
- Photographie : Said Nikzat
- Musique : Hossein Alizadeh
- Montage : Samad Tavazoi
- Production : Bahman Ghobadi
- Réalisateur : Bahman Ghobadi
- Scénario : Bahman Ghobadi
- Son : Morteza Dehnavi, Medhdi Darabi
- Lieu de tournage : Kurdistan iranien
- Date de tournage : 2000
- Durée : 80 minutes
- Distribution : K. Films Amérique

## Distribution
- Ayub Ahmadi : Ayoub
- Rojin Yunessi : Rojîn
- Amaneh Ekhtiar Dini : Amaneh
- Madi Ekhtiar Dini : Madi
- Nezhad Ekhtiar-Dini : Nezhad
- Kolsolum Ekhtiar-Dini : Kolsolum

## Production
Le film a été tourné en deux ans entre 1997 et 1998 pour un budget global de 800 000 francs.

## Autour du film
- Le titre du film fait référence aux quelques litres d'alcool fort que les contrebandiers versent dans les abreuvoirs de leurs mulets pour leur donner une énergie à la limite de l'ivresse[1].
- Le film est tourné autour des bourgades de Sardab et de Banê, la région natale du cinéaste, dans le Kurdistan iranien[1].
- Les acteurs du film ne sont pas des professionnels: il s'agit de jeunes paysans jouant en fait leur propre rôle[2].

## Récompenses
- Caméra d'or, Cannes, 2000
- Prix de la Jeunesse, Cannes, 2000